# Dudley Burton Napier North
Dudley Burton Napier North, ou Dudley North est un officier de la Royal Navy, qui a servi durant la Première et la Seconde guerre mondiale. Il est né le 25 novembre 1881 et mort le 15 mai 1961. Il est relevé de son commandement en 1940 dans des circonstances controversées.

## Biographie
Fils du colonel Roger North de la Royal Artillery, Dudley North entre dans la Royal Navy en tant que cadet en 1896. Il devient Sub-lieutenant le 15 mars 1901. Il est muté sur le HMS Charger le 31 décembre 1902, alors qu'il sert dans la flottille d'instruction de Devonport.
Lors de la Première guerre mondiale, il participe aux batailles de Heligoland, du Dogger Bank et du Jutland.
Il devient directeur des opérations navales en janvier 1930 et commandant en chef des Royal Yachts en décembre 1934. Chef d'état-major de la Home Fleet en décembre 1932. Il est promu vice admiral le 19 juin 1936.

## Seconde guerre mondiale et perte de son commandement
North est nommé vice admiral de Gibraltar en novembre 1939 et promu admiral le 8 mai 1940,,. Après l'attaque de la flotte française à Mers el Kébir, le 3 juillet 1940, North écrit une lettre critiquant l'opération à l'Amirauté. Le Premier ministre Winston Churchill et le Premier Lord de l'Amirauté A. V. Alexander demandent son remplacement, mais le First Sea Lord, Dudley Pound, n'est pas d'accord. Au final, North est réprimandé par l'Amirauté,.
Deux mois plus tard, le 11 septembre 1940, North ne défie pas une escadre française de Vichy composée de trois croiseurs et de trois destroyers qui transitent par le détroit de Gibraltar de Toulon à Dakar. North a reçu des instructions ambiguës quant à savoir s'il doit défier l'escadre française. En raison d'erreurs dans la gestion des signaux, les instructions de l'Amirauté à North ne sont pas envoyées.
En conséquence de ses actions, l'Amirauté décide de relever North de son commandement en octobre, bien que le changement n'ait pas lieu avant décembre 1940. Le vice admiral James Somerville écrit à l'Amirauté pour assumer la responsabilité de l'inaction, mais l'Amirauté l'absout de toute responsabilité. Après sa relève, North prend sa retraite le 25 décembre 1941. Il sert pendant un certain temps dans la Home Guard, puis est nommé officier général responsable de Great Yarmouth en 1943, service pour lequel il est nommé commandant de la Legion of Merit.
Par la suite, il tente de laver son nom et demande à plusieurs reprises une commission d'enquête ou une cour martiale. En 1955, cinq amiraux de la flotte signent une lettre de soutien à North et, en 1957, quatre d'entre eux rendent visite au premier ministre Harold Macmillan, l'exhortant à laver le nom de North. Un débat a également lieu au Parlement, avec des intervenants des deux côtés. Le vicomte Alexander de Hillsborough, qui était le premier lord de l'Amirauté au moment de la révocation de North, s'oppose à toute révision de son cas à la Chambre des Lords. Parmi les défenseurs de North se trouvent également Ludovic Kennedy, qui considère que l'échec de la contestation de l'escadre était la faute des gens de Londres, et non de North. En 1957, Macmillan exonère partiellement, mais pas entièrement, North de toute responsabilité.